# Dom Feliciano
Dom Feliciano è un comune del Brasile nello Stato del Rio Grande do Sul, parte della mesoregione Metropolitana de Porto Alegre e della microregione di Camaquã.